# Asphodel-Norwood
Asphodel-Norwood es un municipio canadiense situado en la provincia de Ontario.

## Superficie
Asphodel-Norwood tiene una superficie de 161,62 km².

## Demografía
En 2021, tenía 4658 habitantes, una densidad poblacional de 28,8 hab./km², y 1985 viviendas.